# ملادين فيسيلينوفيتش
ملادين فيسيلينوفيتش مواليد 4 يناير 1993 في زينيتسا، البوسنة والهرسك، هو لاعب كرة قدم بوسني يلعب مع نادي جيلييزنيتشار ساراييفو كلاعب وسط. مثّل منتخب البوسنة والهرسك لكرة القدم.

## المسيرة الاحترافية

### أندية لعب لها
- فيكتوريا بلزن
- نادي سلوبودا توزلا
- نادي بوراتس بانيا لوكا
- نادي جيلييزنيتشار ساراييفو

## روابط خارجية
- ملادين فيسيلينوفيتش على موقع قاعدة بيانات كرة القدم.إي يو (الإنجليزية)
- ملادين فيسيلينوفيتش على موقع Soccerway.com (الإنجليزية)
- ملادين فيسيلينوفيتش على موقع AS.com (الإسبانية)